# Бутан на Паралимпийских играх
Бутан на Паралимпийских играх впервые принял участие в 2020 году на летних Играх в Токио. На зимних Играх Бутан участия пока не принимал. Медалей на Играх спортсмены Бутана пока не завоевали.